# Dəryavar
Dəryavar è un comune dell'Azerbaigian situato nel distretto di Yardımlı. Conta una popolazione di 300 abitanti.